# Anatomie vegetală
Anatomia vegetală (ana= prin și tomein=tăiere) a fost întemeiată de M. Malpighi, care în anul 1671 a fost primul care descrie și reprezintă prin desene diferitele părți ale plantelor. Acest fapt a putut avea loc datorită descoperirii celulei de către Robert Hooke. În anul următor 1672 Malpighi publică Anatome Plantarum, lucrarea sa fundamentală, care reprezintă și prima lucrare de Anatomie vegetală din literatura științiifcă de specialitate. După un interval scurt, 10 ani, apare Anatomy of Plants a lui N. Grew. Astfel se pun bazele Anatomiei plantelor ca știință. În 1759 Johann Wolfgang von Goethe s-a ocupat cu studiul florii și a fost cel dintâi care a atras atenția asupra diferitelor modificări care se produc în acest organ al unei plante. El a elaborat teoria metamofozei florii. Acestea au fost începuturile anatomiei vegetale ca știință.

## Anatomia vegetală în România
Prima lucrare de anatomie vegetală în limba română este Manual de Istorie Naturală scris de L. Szabo în anul 1837. În lucrare se încearcă crearea unei terminologii botanice românești.În 1867 D.Brândză demonstrează că celula apicală reprezintă unitatea funcțională și constantă a meristemelor apicale.
În 1880 A. Fătu publică primul manual românesc de botanică având titlul de Elemente de botanică.
A. Chețianu în 1891 în Transilvania își elaborează teza sa de doctorat cu titlul Date despre cunoașterea speciei Ruppia transilvanica În această lucrare, autorul oferă pentru prima dată informații despre structura plantelor.
În 1939 M. Gușuleac demonstrează că fructul ia naștere după fecundațe din gineceu și că la formarea sa mai participă în proporții diferite și celelalte părți florale. În funcție de tipul de gineceu din care s-au format, Gușuleac deosebește trei tipuri de fructe: apocarpe, sincarpe și apcarpoide. Lucrări în domeniul anatomiei plantelor au mai avut: I.T. Tarnavschi, Marin Andrei.